# Mary Colton
Mary Colton (6 de dezembro de 1822 – 30 de julho de 1898), nascida Mary Cutting e conhecida como "Lady Colton", foi uma filantropa e sufragista australiana.

## Biografia
Mary Colton nasceu em Londres, a mais velha de três filhos de Samuel Cutting, sapateiro, e sua esposa Hannah. Em 1839, ela emigrou com o pai viúvo, o irmão Alfred e a irmã Hannah para Adelaide, Austrália do Sul, a bordo do Orleana, chegando em junho de 1840. Em 1844, Colton casou-se com (mais tarde Sir) John Colton, seleiro, vendedor de ferramentas e político. Colton teve nove filhos, vários dos quais morreram na infância, com seu último filho nascendo em 1865.

## Filantropia
Colton trabalhou incansavelmente pelos pobres e vulneráveis, especialmente mulheres e crianças. Comprometida ao metodismo, Mary começou sua filantropia com a sociedade Dorcas da igreja, a South Adelaide Wesleyan Ladies' Working Society e a Nursing Sisters' Association. Na década de 1860 ela trabalhou no comitê de senhoras que administrava os assuntos práticos da Casa das Empregadas, uma instalação para mulheres e empregadas domésticas imigrantes recém-chegadas que aguardavam emprego. Em 1867, ela se juntou ao comitê das senhoras do Abrigo Feminino, que abrigava jovens solteiras grávidas, trabalhadoras do sexo reformadas, esposas abandonadas e vítimas de violência. Em 1876, ela foi uma das fundadoras do Hospital Infantil de Adelaide e permaneceu no conselho de administração até sua morte. Colton contribuiu ativamente para 22 causas em seu trabalho público, além de contribuir para a vida de muitos em uma capacidade privada, incluindo o Lar para Incuráveis; a Associação de Apoio à Maternidade; e a Sociedade de Amigos dos Estranhos. Nas décadas de 1880 e 1890, como presidente do Reformatório Feminino de Adelaide, ela visitou prisioneiras e as ajudou a serem soltas.

## Ativismo social
Em 1870 e 1872, Colton juntou-se a delegações que pressionavam o governo da Austrália do Sul para encerrar os abrigos institucionais e introduzir um sistema de adoção patrocinada pelo estado. Após sucesso em 1872, Colton trabalhou no comitê da Sociedade de Adoção Patrocinada, e depois no pioneiro Conselho Estadual da Criança, que era responsável por crianças cuidadas por pais adotivos licenciados, em reformatórios ou em escolas industriais. Em 1883, ela se tornou tesoureira e, em seguida, presidente da nova divisão feminina da Sociedade de Pureza Social, que teve uma campanha bem sucedida pelo aumento da idade de consentimento, a qual era 12 anos.

## Associação Cristã de Mulheres Jovens
Colton trabalhou com mulheres jovens durante toda a vida e era particularmente preocupada com o bem-estar das jovens sem uma família. Em 1884, ela co-fundou um clube com foco cristão para jovens trabalhadoras, que em dezembro daquele ano se tornou um ramo da Associação Cristã de Mulheres Jovens (YWCA). Colton permaneceu presidente da YWCA pelo resto de sua vida, abrindo instalações residenciais na cidade e filiais suburbanas e estendendo com sucesso reuniões religiosas, clubes e aulas para complementar o trabalho das igrejas.

## Liga pelo Sufrágio Feminino
Em maio de 1892, Colton sucedeu Edward Stirling como presidente da Liga pelo Sufrágio Feminino, guiando-a "através de todas as dificuldades e desânimos". A magnitude de seus esforços pelos outros a tornou amplamente conhecida e respeitada e isso, sem dúvida, influenciou alguns a apoiarem a plataforma de sufrágio feminino. Colton foi calorosamente aplaudida quando a liga se reuniu para ser dissolvida após a legislação sufragista ter sido publicada em março de 1895.

## Morte
Depois que seu marido foi nomeado cavaleiro em 1891, ela passou a ser conhecida como Lady Mary Colton. Ela morreu em sua casa em 30 de julho de 1898 e está enterrada no cemitério do West Terrace, deixando seu marido, uma filha e quatro de seus filhos. A Ala Colton no Hospital da Mulher e da Criança e o Lady Colton Hall no edifício da YWCA na Hindmarsh Square foram nomeados em sua homenagem.